# Controversia sobre la disforia de género de inicio rápido
La controversia sobre la disforia de género de inicio rápido gira en torno a la hipótesis de Disforia de Género de Inicio Rápido (DGIR). Dicha hipótesis, que no cuenta con reconocimiento por parte de las principales asociaciones médicas relacionadas, sostiene que algunos adolescentes se identifican como transexuales y experimentan disforia de género debido a la influencia de sus pares y al contagio social. La DGIR no está reconocida como un diagnóstico válido de salud mental por ninguna de las principales asociaciones profesionales, que desaconsejan su uso debido a la falta de pruebas científicas acreditadas del concepto, a los importantes problemas metodológicos de la investigación existente y su estigmatización de la asistencia de afirmación de género para jóvenes transexuales. El documento que proponía inicialmente el concepto se basaba en encuestas a padres de jóvenes transexuales reclutados de tres sitios web antitrans; tras su publicación, se volvió a revisar y se publicó una corrección en la que se destacaba que el DGIR no es un fenómeno validado cínicamente. Desde su publicación, el concepto se ha citado con frecuencia en los intentos legislativos de restringir los derechos de los jóvenes transexuales.
Este concepto no es reconocido por ninguna asociación profesional con relevancia como un diagnóstico de salud mental válido, y asociaciones médicas como la Asociación Estadounidense de Psicología, la Asociación Estadounidense de Psiquiatría, la Asociación  y la Mundial Profesional para la Salud de las Personas Transgénero han desaconsejado el uso del término debido a la carencia de evidencia científica confiable, aspectos metodológicos y la posibilidad de estigmatizar la atención que afirma el género.
Lisa Littman, profesora asistente adjunta en la Escuela Icahn de Medicina en Monte Sinaí, creó el término DGIR basándose en las respuestas a una encuesta en línea en tres sitios web para padres que creían que sus hijos adolescentes habían manifestado repentinamente síntomas de disforia de género y comenzaron a identificarse como transgénero simultáneamente con otros niños en su grupo de compañeros. Littman planteó que el DGIR podría ser un " mecanismo de afrontamiento social" para otros trastornos y recomendó terapia de conversión como solución.